# Episodi di Studio Battaglia (prima stagione)
La prima stagione della serie televisiva Studio Battaglia, composta da 8 episodi, è stata trasmessa in prima visione su Rai 1 ogni martedì dal 15 marzo al 5 aprile 2022 in quattro prime serate.
| nº | Titolo     | Prima TV      |
| -- | ---------- | ------------- |
| 1  | Episodio 1 | 15 marzo 2022 |
| 2  | Episodio 2 | 15 marzo 2022 |
| 3  | Episodio 3 | 22 marzo 2022 |
| 4  | Episodio 4 | 22 marzo 2022 |
| 5  | Episodio 5 | 28 marzo 2022 |
| 6  | Episodio 6 | 28 marzo 2022 |
| 7  | Episodio 7 | 5 aprile 2022 |
| 8  | Episodio 8 | 5 aprile 2022 |

## Episodio 1
- Diretto da: Simone Spada
- Scritto da: Lisa Nur Sultan

### Trama
Marina Battaglia ha uno studio affermato di avvocati ed ha cresciuto da sola le tre figlie Anna, Nina e Viola. Mentre Viola fa la babysitter, Anna e Nina hanno seguito le orme della madre. Anna però ha lasciato lo studio della madre per unirsi allo Studio Zander & Associati e un giorno fuori dall'ufficio trova il padre Giorgio che se ne era andato venticinque anni prima per trasferirsi in Costa Azzurra.
Il ricco imprenditore Roberto Parmegiani si rivolge ad Anna per divorziare dalla moglie Carla che rimane spiazzata e che poco dopo scopre che l'uomo ha una storia con la sua amica Paola. Carla inizialmente si rivolge a Nina Battaglia, ma poi chiede proprio ad Anna di seguirla nella separazione mentre l'imprenditore cambia idea e si affida a Marina della quale era già stato cliente. Marina intanto organizza una festa per i suoi sessantacinque anni.
Nel frattempo Anna difende anche Lavinia che intende divorziare dal marito Leo Messina, difeso da Nina, sostenendo di essere stata diffamata pubblicamente. Dopo essere arrivati a una soluzione, una sera Nina e Leo si baciano in un bar.
Anna è sposata con Alberto ma l'incontro con Massimo Munari, avvocato di punta dello studio e suo vecchio compagno di studi, mette tutto in discussione. La donna sente fin da subito per il collega una forte attrazione ma lui sembra interessato anche alla sorella Nina. Anche Viola non sembra essere serena nonostante sia alle prese con i preparativi del matrimonio con Alessandro.
- Altri interpreti: Jun Ichikawa (Lavinia), Giusy Amato (amica di Carla).
- Ascolti: telespettatori 4 183 000 – share 18,91%[3].

## Episodio 2
- Diretto da: Simone Spada
- Scritto da: Lisa Nur Sultan

### Trama
Savana Caiazzo è una giovane modella e blogger che sta per sposarsi con l'attaccante Colin Price. I due vogliono stipulare un contratto prematrimoniale e Savana sceglie Anna mentre Colin viene rappresentato da Barbara Beccaria, ex moglie di Massimo Munari la quale vuole spingere la ragazza verso un accordo svantaggioso. Anna scopre che in passato Colin ha fatto firmare degli accordi di riservatezza alle ragazze che frequentava e mette all'angolo Barbara costringendo la controparte a firmare la sua proposta.
Dopo tanti anni Marina incontra Giorgio trattandolo abbastanza male. Le figlie decidono di incontrarlo in un bar: Anna e Nina tengono le distanze mentre Viola è curiosa di conoscere meglio il padre. Nel frattempo Anna e Marina portano avanti il divorzio dei Parmegiani.
Nina inizia a sentirsi con Massimo il quale però le dà buca al primo appuntamento.
Anna e Alberto si preoccupano perché pensano che la figlia Daria faccia sesso con il suo fidanzatino. Una sera Alberto chiede ad Anna se ha dei segreti e se deve raccontargli ancora qualcosa che ancora non sa.
- Altri interpreti: Jun Ichikawa (Lavinia), Ludovica Coscione (Savana Caiazzo), Daniela Virgilio (Barbara Beccaria), Alexia Cozzi (Carolina Parmegiani), Michele Favaro (Colin Price).
- Ascolti: telespettatori 4 183 000 – share 18,91%[3].

## Episodio 3
- Diretto da: Simone Spada
- Scritto da: Lisa Nur Sultan

### Trama
Anna si occupa di una ex coppia in lite: la giornalista Raffaella Pisani e il musicista Pablo Vitali avevano congelato gli embrioni prima che lei si ammalasse. La donna ora vorrebbe procedere all'impianto degli embrioni congelati e diventare madre mentre lui ormai ha un’altra compagna. L’artista è difeso da Nina Battaglia con la consulenza di Alberto Casorati, marito di Anna che, insieme a Massimo, difende la Pisani. Tuttavia sarà lo Studio Battaglia a vincere la causa perché il giudice dà ragione a Vitali che non voleva in alcun modo diventare padre.
Anna torna così a seguire il caso dei Parmegiani e Carla scopre che il marito aveva aperto un libretto a portatore per il figlio nato dieci anni prima dalla relazione segreta con Paola.
Anna ha portato Daria al consultorio e viene ripresa dal marito che non ne sapeva niente.
Giorgio chiede a Viola di poterla accompagnare all'altare; questa però una sera si avvicina troppo al prete. Nina dice ad Anna che il padre ha bisogno delle loro firme per vendere le proprie quote dello Studio Battaglia. Anna affronta Massimo riguardo alla sua mancata uscita con Nina e alla minaccia ricevuta dalla sua ex moglie; in risposta il collega le chiede se è sicura di aver fatto la scelta giusta il giorno che si è sposata.
Una sera Giorgio si presenta a sorpresa a casa di Anna incontrando per la prima volta Alberto e i nipoti. Anna scopre da lui che la madre ha sempre tenuto nascosto lettere e regali che il padre mandava dalla Francia e la affronta trovando un baule pieno nell'armadio a muro di casa sua.
- Altri interpreti: Diane Fleri (Raffaella Pisani), Francesco La Mantia (Pablo Vitali), Caterina Casini (giudice), Raffaele Parisi (Jean Paul).
- Ascolti: telespettatori 4 039 000 – share 18,7%[4].

## Episodio 4
- Diretto da: Simone Spada
- Scritto da: Lisa Nur Sultan

### Trama
Viene hackerato Black Dahlia, un sito di incontri extraconiugali di lusso e tra i nomi illustri coinvolti spunta l’onorevole Falconeri con la moglie nonché collega politica Gloria che chiede subito aiuto ad Anna per divorziare. Marina chiede però alla figlia di fermarsi perché rischierebbe la radiazione dato che tempo prima aveva difeso l'uomo da un caso a luci rosse facendo giurare il falso alla moglie che lo scagionava con un falso alibi. Elio Paradisi riesce ad ottenere un’intervista esclusiva con Gloria per non pubblicare le vecchie foto del marito che metterebbero nei guai anche lei dato che aveva dichiarato il falso appunto. Anna suggerisce a Gloria di non divorziare ora e di aspettare qualche anno puntando nel frattempo a diventare europarlamentare per stare più lontana dal marito. L’onorevole durante l'intervista dice che non intende divorziare perché si è ritrovata con il marito spiazzando Zander, il capo di Anna.
Daria viene lasciata dal fidanzato Adelchi. Viola non è più così convinta di sposarsi e cerca di farlo capire ad Alessandro. Nina passa un'altra notte con Leo Messina. Durante una cena in famiglia Nina, un po’ alticcia e infelice, chiede a tutti di dire qualcosa di vero tirando in ballo Viola per averci provato con padre Ralf e Alberto che le aveva confidato di non fare più sesso con Anna da tempo mettendoli in imbarazzo. Alessandro non vuole sentire spiegazioni e se ne va scosso mentre Alberto a casa dice alla moglie di essere anche lui nella lista di Black Dahlia. Marina invece è dispiaciuta perché scopre che Giorgio è malato.
- Altri interpreti: Simonetta Solder (Gloria Falconeri), Fabrizio Bordignon (Marzio Falconeri).
- Ascolti: telespettatori 4 039 000 – share 18,7%[4].

## Episodio 5
- Diretto da: Jacopo Bonvicini
- Scritto da: Lisa Nur Sultan, Federico Baccomo

### Trama
Alberto spiega ad Anna di non averla tradita e di aver solo visitato il sito di incontri. Intanto la voce inizia a spargersi.
Viola spiega ad Alessandro che l'episodio con il prete è stato solo un equivoco e che si era sfogata con la sorella riguardo ai suoi dubbi sul matrimonio; il ragazzo decide quindi di lasciarla. Giorgio chiede alla figlia Nina se ha bisogno di aiuto ma questa reagisce male. Nina si scusa con Viola che a primo impatto le tira uno schiaffo per poi abbracciarla.
Anna intanto difende il signor Natoli che lotta per fare vaccinare il figlio Jacopo contro il morbillo contro il volere della moglie Miriam.
Parmegiani offre alla moglie 12 milioni di euro più la casa in cambio della rinuncia agli interessi dell'azienda ma Carla non è soddisfatta e rifiuta la proposta. Carla e Roberto dormono insieme dopo aver cenato insieme e parlato della loro vita; la donna scatta una foto a tradimento mentre lui dorme e la manda per dispetto a Paola.
- Altri interpreti: Emiliano Masala (avvocato Sangiuliano), Riccardo Festa (Natoli), Elisa Lucarelli (Miriam Faroldi), Roberto Attias (giudice Mezzano).
- Ascolti: telespettatori 4 260 000 – share 19%[5].

## Episodio 6
- Diretto da: Jacopo Bonvicini
- Scritto da: Lisa Nur Sultan

### Trama
Dal cloud del marito Anna trova una foto scattata a Parigi: Alberto confessa di aver cenato con una donna conosciuta sul sito ma cerca di spiegarle che non è successo nient’altro. 
Carla e Paola si scontrano in un bar.
Anna difende i genitori di Federico, un ragazzo morto in monopattino, che chiedono di entrare nel telefono del figlio con il pin che non viene rilasciato dall'azienda produttrice. Anna e Massimo però sconsigliano a Giorgio e Gabriella di forzare il telefono incoraggiandoli a coinvolgere gli amici di Federico nel ricordarlo pubblicamente con foto e video.
Grazie all'investigatore privato Di Sante,  Anna fa recuperare delle foto che il marito aveva prontamente cancellato dal proprio cellulare. Alberto ammette di averla tradita con questa donna di Rovigo con cui è andato a letto qualche volta e il giorno seguente avvisa i figli del fatto che uscirà pubblicamente il suo nome ma Daria la prende male e si sfoga su Facebook. Nina scopre che lo Studio Battaglia sta fallendo: dopo averne parlato con il padre, affronta la madre consigliandole di vendere. Viola intanto annulla a malincuore il pranzo del matrimonio.
Con il pretesto di studiare insieme la strategia di Carla Parmegiani, Massimo convince Anna ad andare insieme qualche giorno all’Argentario.
- Altri interpreti: Gaia Insenga (Gabriella Cremaschi), Matteo Carlomagno (Giorgio Cremaschi), Edoardo Chiabolotti (Di Sante), Valeria Scarpa (Greta).
- Ascolti: telespettatori 4 260 000 – share 19%[5].

## Episodio 7
- Diretto da: Simone Spada
- Scritto da: Lisa Nur Sultan

### Trama
Anna e Massimo sono all’Argentario per discutere del divorzio con la signora Parmegiani che   è pronta a chiedere 80 000 euro mensili al marito. Dopo cena Massimo chiede ad Anna di bere qualcosa in camera ma lei rifiuta. La mattina seguente, quando Anna scende nella hall dell'albergo, Massimo è già partito.
A Milano intanto Alberto ha avuto modo di confrontarsi con il suocero che ha passato un bel pomeriggio con i nipoti.
La designer Sara Binasco si sta separando dalla moglie Irene, una giornalista freelance; le due hanno un bimbo di due anni. Irene ha scoperto di essere stata tradita ma Anna le consiglia di pensare al piccolo Tito dato che la procedura per l’adozione non è stata del tutto completata e con una separazione delle madri tutto sarebbe a rischio.
- Altri interpreti: Maria Rosaria Russo (Sara Binasco), Emiliano Mansala (avvocato Sangiuliano), Roberta Procida (Irene Magri), Noli Sta Isabel (Evaristo).
- Ascolti: telespettatori 4 224 000 – share 19,7%[6].

## Episodio 8
- Diretto da: Simone Spada
- Scritto da: Lisa Nur Sultan

### Trama
Alberto dice ad Anna che la sua scappatella non ha significato alcunché e le concede di vendicarsi per mettere le cose in pari tradendolo però solo con una persona che anche per lei non conti niente. Giorgio parla con Viola e cerca di mediare con Alessandro per farli riavvicinare; infatti il ragazzo si presenta a casa di Viola e i due fanno pace.
Zander annuncia che Massimo andrà a lavorare per il nuovo studio di Roma spiazzando Anna. Marina sta per vendere il proprio studio all'avvocato Bertozzi. Anna riesce a vincere la prima udienza del divorzio dei Parmegiani: Carla otterrà 100 000 euro di mantenimento mensile e due case. Marina si complimenta con la figlia per la vittoria.
Anna fa presente a Zander che non può accettare che lo Studio Battaglia venga assorbito da Bertozzi e decide di farvi ritorno per salvare il salvabile. Anna chiede alla madre di non vendere a Bertozzi e lei risponde di aver accettato un'offerta migliore, quella di Zander: nascerà lo Studio Zander Battaglia & Associati con dentro Anna e Nina mentre Marina uscirà di scena gradualmente.
Finalmente Viola e Alessandro si sposano con Marina che accompagna all'altare la figlia.
Durante la festa Alessandro ringrazia suo suocero per averlo fatto ragionare. Giorgio chiede scusa ad Anna per tutto e lei scoppia in lacrime. Alberto fa lo sdolcinato e dichiara tutto il proprio amore ad Anna chiedendole di tornare.
Nel cuore della notte Anna si presenta a casa di Massimo chiedendogli di non partire. I due si baciano appassionatamente e finiscono per fare l’amore. Anna viene svegliata da una chiamata della sorella che le dice che il padre ha avuto un infarto. Anna, accompagnata da Massimo, si precipita a casa della madre mentre Giorgio viene portato via in ambulanza. In quel momento Alberto cerca di chiamarla al telefono e lei si gira fissando Massimo.
- Altri interpreti: Paolo Spezzaferri (giudice).
- Ascolti: telespettatori 4 224 000 – share 19,7%[6].